# Adolf Kaegi
Adolf Kaegi, född 30 september 1849, död 14 februari 1923, var en schweizisk filolog.
Kaegi blev 1883 professor i Zürich, och verkade inom vedaforskningen med verk som Der Rigveda (1878-79), Siebenzig Lieder des Rigveda (tillsammans med Karl Friedrich Geldner 1875) och som författare av allmänt anlitade handböcker i grekiska.